# Nematococcomyces rhododendri
Nematococcomyces rhododendri är en svampart som beskrevs av C.L. Hou, M. Piepenbr. & Oberw. 2004. Nematococcomyces rhododendri ingår i släktet Nematococcomyces och familjen Rhytismataceae.   Inga underarter finns listade i Catalogue of Life.